# Chaberton Marathon
La Chaberton Marathon è una gara internazionale di skyrunning, che si svolge annualmente, con partenza in linea, sui massicci dei monti Chaberton, Chenaillet e Janus tra Italia e Francia. Dal 2009 è inserita nel calendario dell'International Skyrunning Federation, in quanto prova del campionato del mondo 2010. 
La gara presenta due diversi percorsi, entrambi con partenza da Cesana:
- K22 Chaberton Marathon: 20,5 km e 1911 metri di dislivello positivi e 1516 negativi con arrivo a Claviere dopo aver superato lo Chaberton transitando sulla prima parte del percorso della Marathon.
- SkyMarathon dei Forti: 42,5 km e 3256 metri di dislivello positivi e 2776 metri negativi con arrivo a Monginevro.

Nelle edizioni del 2007 e del 2008 il percorso di gara è stato invertito.

## La K22 Chaberton Marathon
La K22 Chaberton Marathon è la versione ridotta della corsa. Anch'essa viene disputata con cadenza annuale, con partenza in linea da Cesana, salita fino ai 3131 m della vetta della montagna che dà il nome alla competizione e arrivo dopo 20,5 km, con un dislivello di 1900 m in salita e di 1400 in discesa, a Claviere.
Nel 2008, il percorso prevedeva la partenza dal comune francese di Monginevro, il passaggio a Le Janus e al Fort du Gondran, la salita al massiccio dello Chenaillet, la risalita al Colletto Verde, la discesa nella Val Gimont sino all'arrivo posto a Claviere, in territorio italiano per un totale 22 km e 2605 m di dislivello, di cui 1260 m positivi e 1345 m negativi.